# Ipomoea sericophylla
Ipomoea sericophylla är en vindeväxtart som beskrevs av Carl Daniel Friedrich Meisner. Ipomoea sericophylla ingår i släktet praktvindor, och familjen vindeväxter. Inga underarter finns listade i Catalogue of Life.